# 1958 w Wojsku Polskim
Kalendarium Wojska Polskiego 1958 – wydarzenia w Wojsku Polskim w roku 1958.

## 1958
- wprowadzono na uzbrojenie czołg T-54, PT-76 oraz rozpoczęto produkcję czołgów T-54A[1]
- rozwiązano siedem ZT oraz znaczne zmniejszono liczbę jednostek artylerii[1]
- powołano Wojskową Administrację Koszar i Garnizonową Administrację Mieszkaniową[1]
- rozpoczęto wprowadzania samochodów ciężarowych Star-66[1]
- wojska inżynieryjno-saperskie zbudowały 31 mostów o łącznej długości 1622 m; patrole oczyszczania kraju usunęły 1 308 000 niewybuchów[2]
- dla upamiętnienia piętnastej rocznicy powstania ludowego Wojska Polskiego Ministerstwo Łączności wydało serię znaczków pocztowych, a Wydawnictwo MON serię pocztówek będących reprodukcją obrazów przedstawiających dzieje oręża polskiego i reprodukcją zdjęć z bitew okresu II wojny światowej[2]
- powołano Ochotnicze Hufce Pracy, które nawiązywały do tradycji i doświadczeń Powszechnej Organizacji "Służba Polsce"[2]

## Styczeń
9 stycznia
- weszła w życie ustawa z dnia 13 grudnia 1957 o służbie wojskowej oficerów Sił Zbrojnych[3]

oficerowie zawodowi, którzy nie posiadali wykształcenia w zakresie średniej szkoły ogólnokształcącej lub innej szkoły uprawniającej do studiów w szkołach wyższych, zostali obowiązani w terminie do dnia 31 grudnia 1961 uzupełnić posiadane wykształcenie; nie dotyczyło to oficerów, którzy zostali zwolnieni od tego obowiązku przez Ministra Obrony Narodowej; oficerowie, którzy we wspomnianym terminie nie uzupełnili posiadanego wykształcenia, mogli być zwolnieni z wojskowej służby zawodowej
25 stycznia
- wprowadzono nowy „Regulamin musztry SZ”[1]

## Luty
7 lutego
- odbyło się posiedzenie Rady Wojskowej MON, na którym m.in. omówiono kwestię zorganizowania komórki kontroli gospodarki finansowej, materiałowej i technicznej w wojsku[4]

8 lutego
- wprowadzono nowy „Regulamin Służby Wewnętrznej SZ”[1]

12 lutego
- ukazało się zarządzenie nr 7 ministra obrony narodowej w sprawie należności pieniężnych dla oficerów zwalnianych z wojskowej służby zawodowej lub okresowej[4]

24 lutego
- rozkazem nr 7 ministra obrony narodowej wprowadzono odznaki absolwenta Wyższej Szkoły Marynarki Wojennej oraz Wojskowej Akademii Medycznej[4]

## Marzec
4 marca
- odbyło się posiedzenie Rady Wojskowej MON, na której min. omówiono projekt regulacji uposażeń żołnierzy[4]

12 marca
- minister obrony narodowej wydał rozporządzenie w sprawie uznawania stopni oficerskich uzyskanych w wojsku polskim lub organizacjach podziemnych po dniu 31 sierpnia 1939 roku oraz w formacjach polskich za granicą i w armiach państw obcych[4]

20 marca
- ukazało się rozporządzenie ministrów obrony narodowej i spraw wewnętrznych dotyczące warunków i trybu nabycia uprawnień do używania tytułu oficera dyplomowanego[1]. Rozporządzenie ustalało, iż tytuł ten przysługuje absolwentom Akademii Sztabu Generalnego im. gen. broni Karola Świerczewskiego. Tytuł przysługiwał też oficerom, którzy odbyli wyższe studia wojskowe za granicą i uzyskali dyplom ukończenia tych studiów: w Wyższej Akademii Wojskowej im. Woroszyłowa, w Akademii im. Frunzego, w innych akademiach wojskowych ZSRR — w wypadku ukończenia studiów na fakultetach o specjalności dowódczej, w Akademii im. Klementa Gotwalda.

31 marca
- na podstawie zarządzenia ministra obrony narodowej nr 22, Wojskowa Akademia Techniczna otrzymała prawo do przyznawania absolwentom Kursów Doskonalenia Oficerów tytułu technika[4]

## Kwiecień
22 kwietnia
- rozkaz o sformowaniu „terytorialnych” Brygad Wojsk Ochrony Pogranicza[5]

## Maj
14 maja
- minister obrony narodowej rozkazem nr 25 ustanowił dzień 14 maja dniem świąt pułkowych, wszystkich oddziałów 1 Dywizji Zmechanizowanej[4]
- w 1 Praskim Pułku Zmechanizowanym odbyła się uroczystość spotkania weteranów walk 1 DP

19 maja
- powołano Główną Kontrolę Wojskową[1]
- na bazie istniejących placówek służby zdrowia: Wojskowego Centrum Wyszkolenia Medycznego, Centralnego Wojskowego Szpitala Klinicznego w Łodzi, Centralnego Szpitala Wojskowego MON w Warszawie oraz Ośrodka Wyszkolenia Oficerów Rezerwy zorganizowano Wojskową Akademię Medyczną w Łodzi[4]

21 maja
- zarządzenie nr 30 MON w sprawie przebiegu służby wojskowej[1]. Zarządzenie ustaliło podział korpusów osobowych oficerów na grupy i specjalności wojskowe
- zmieniono nazwę Wojskowego Instytutu Naukowo-Badawczego i Doświadczalnego Medycyny Lotniczej na Wojskowy Instytut Medycyny Lotniczej[6][7]

24 maja
- narada Doradczego Komitetu Politycznego Układu Warszawskiego w Moskwie w sprawie dalszej redukcji SZ[1]

27 maja
- ukazało się rozporządzenie ministrów obrony narodowej, spraw wewnętrznych oraz pracy i opieki społecznej w sprawie trybu postępowania przy ustalaniu i wypłacie zaopatrzenia emerytalnego dla żołnierzy zawodowych i nadterminowych oraz ich rodzin[4]

## Czerwiec
wizyta okrętu szkolnego "Iskra" w Leningradzie
wizyta okrętu szkolnego "Gryf" w Wielkiej Brytanii
ćwiczenia wojsk lądowych i lotniczych, w których uczestniczyli przedstawiciele Zjednoczonego Dowództwa państw-stron Układu Warszawskiego
ukazał się pierwszy numer „Biuletynu Wojskowej Służby Sprawiedliwości”
4 czerwca

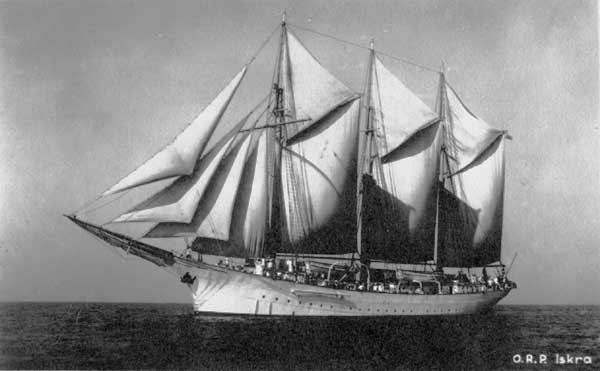
ORP „Iskra”

- odbyło się w Warszawie pierwsze w Polsce lądowanie śmigłowca SM-1 na dachu budynku Grand Hotelu[7]

6 czerwca
- ustawa o służbie wojskowej szeregowych i podoficerów SZ oraz o uposażeniu żołnierzy[1]

10–24 czerwca
- w Gdyni przebywały szwedzkie okręty: stawiacz min „Alvsnabben”, baza okrętów podwodnych „Patricia”, fregaty „Magne” i „Modę”, okręty podwodne „Dykaren” i ,„Svardfisken” oraz 4 kutry torpedowe[4]

14 czerwca
- rozkazem nr 30 minister obrony narodowej do wyposażenia oficerów zawodowych wojsk lotniczych i obrony przeciwlotniczej obszaru kraju wprowadził kordzik[4][6][7]

16 czerwca
- początek szesnastego rejsu szkolnego ORP „Iskra”
- uchwała Rady Ministrów nr 205/58 w sprawie stawek uposażenia zasadniczego oficerów i podoficerów zawodowych[4]

20–27 czerwca
- odbyły się na terenie Polski ćwiczenia wojsk lądowych i lotniczych w których uczestniczyli przedstawiciele Zjednoczonego Dowództwa państw–stron Układu Warszawskiego[7]

29 czerwca
- podniesiono banderę na niszczycielu „Wicher”[4]

30 czerwca
- minister obrony narodowej wydał zarządzenie nr 44 w sprawie przebiegu służby wojskowej podoficerów zawodowych Sił Zbrojnych, którym uregulował tryb i sposób powoływania do wojskowej służby zawodowej, wyznaczanie podoficerów na stanowiska służbowe i zwalnianie z tych stanowisk, mianowanie podoficerów na wyższe stopnie wojskowe, opiniowanie, urlopy oraz zwalnianie ze służby wojskowej[4]
- ukazało się zarządzenie nr 45 ministra obrony narodowej w sprawie zaliczania oficerów do korpusów osobowych i grup w tych korpusach[4]

## Lipiec
w rejs wyruszył okręt szkolny „Gryf”. Wpłynął do Konstancy, Warny i Sewastopola
1 lipca
- reaktywowano korpus podoficerów zawodowych[1]
- koniec pierwszego rejsu szkolnego ORP „Iskra”; okręt zawinął do portu: Leningrad

2 lipca
- do Gdyni zawinął francuski niszczyciel „Guepratte”[8]

7 lipca
- Marynarka Wojenna przekazała trzy trałowce Lidze Przyjaciół Żołnierza[8]

18 lipca
- ukazało się rozporządzenie Rady Ministrów w sprawie wyznaczania oficerów w czynnej służbie wojskowej do wykonywania zadań poza wojskiem[8]

25 lipca
- do Gdyni wpłynęły dwa szwedzkie okręty żaglowe „Falken” i „Gladen”[8]

30 lipca
- rozkazem nr 43 ministra obrony narodowej powołano w Wojsku Polskim Koła Młodzieży Wojskowej[8]
- szef Głównego Zarządu Politycznego WP powołał jako organ doradczy 15-osobową Radę Młodzieżową Wojska Polskiego[8]

## Sierpień
1 sierpnia
- zarządzeniem nr 59 minister obrony narodowej uregulował funkcjonowanie Głównej Kontroli Wojskowej[8]
- Instytut Naukowo–Badawczy Wojsk Lotniczych zmienił nazwę na Instytut Techniczny Wojsk Lotniczych[9]

6 sierpnia
- zarządzenie nr 66 ministra obrony narodowej w sprawie warunków i trybu zaliczania studiów odbytych w szkołach wyższych za granicą na poczet studiów w akademiach wojskowych oraz warunków i trybu nostryfikacji dyplomów uzyskanych w akademiach wojskowych za granicą[8]

11 sierpnia
- pierwsze posiedzenie Rady Młodzieżowej Wojska Polskiego[8]

19 sierpnia
- minister obrony narodowej rozkazem nr 48 powołał komisję do opracowania wniosków dotyczących udziału wojska w akcjach społecznych[8]

## Wrzesień
w Warszawie na Placu Zwycięstwa zorganizowano wystawę lotniczą. Organizatorem wystawy było Dowództwo Wojsk Lotniczych i aerokluby
ukazał się list otwarty Komitetu Centralnego ZMS i Zarządu Głównego ZMW do żołnierzy służby czynnej w sprawie łączenia się w Kołach Młodzieży Wojskowej członków ZMS i ZMW pełniących służbę wojskową
5 września
- w Muzeum Wojska Polskiego otwarto wystawę „Tysiącletnie dzieje oręża polskiego”[8]

5 września
- minister obrony narodowej spotkał się z przedstawicielami Polskiej Akademii Nauk oraz generałami i oficerami uczestniczącymi w pracach przygotowawczych do sesji naukowej poświęconej 15-leciu Wojska Polskiego[8]

15 września
- minister obrony narodowej rozkazem nr 57 wprowadził w wojsku „Państwową Odznakę Sprawności Fizycznej”[8]

21–28 września
- w Lipsku odbyła się pierwsza Spartakiada Armii Zaprzyjaźnionych[8]

26 września
- w wojsku powołano Koleżeńskie Kasy Oszczędnościowo-Pożyczkowe[8]

## Październik
odbyły się jesienne ćwiczenia wojskowe zakończone defiladą w Zielonej Górze
3 października
- minister obrony narodowej rozkazem nr 59 wprowadził w wojskach lotniczych i obrony przeciwlotniczej obszaru kraju umundurowania koloru stalowego[2][6][9]

4–6 października
- odbywała się sesja naukowa Polskiej Akademii Nauk zorganizowana w ramach obchodów 15-lecia Wojska Polskiego i poświęcona problematyce walk w latach 1939—1945[2]

10 października
- do Warszawy przybyły delegacje armii Związku Radzieckiego, Chin, Czechosłowacji i Niemieckiej Republiki Demokratycznej[2]

12 października
- 1 Praski Pułk Zmechanizowany gościł delegację Białorusi, która podczas uroczystości z okazji 15-lecia Wojska Polskiego zakomunikowała, że historyczna miejscowość Trygubowa koło Lenino została przemianowana na Kościuszkowo[2]
- minister obrony narodowej ustanowił doroczne nagrody i stypendia dla literatów i naukowców zajmujących się dziejami oręża polskiego, współczesnym życiem wojska i zagadnieniami obronności[2]

13 października
- Rady Ministrów podjęła uchwałę nr 389 w sprawie warunków i trybu nadawania dyplomów i tytułów przez akademie wojskowe. Otrzymały one prawo nadawania: Akademia Sztabu Generalnego — tytułu „oficera dyplomowanego”, Wojskowa Akademia Polityczna - tytułu „magistra historii” na wydziale historycznym i „magistra pedagogiki” — na wydziale pedagogicznym, Wojskowa Akademia Techniczna — tytułu „wojskowego magistra inżyniera”, Wyższa Szkoła Marynarki Wojennej — tytuł „wojskowego magistra inżyniera” na wydziale technicznym, Wojskowa Akademia Medyczna — tytuł lekarza[2]

20 października
- ukazał się rozkaz nr 62 ministra obrony narodowej w sprawie ustanowienia i obchodów dorocznych świąt jednostek wojskowych[2]

28 października
- minister obrony narodowej zarządzeniem nr 88 powołał Radę Naukowej Służby Zdrowia WP[2]

30 października
- zarządzenie w sprawie sformowania samodzielnej eskadry lotnictwa rozpoznawczego WOP[10]
- minister obrony narodowej zarządzeniem nr 84 wprowadził odznakę "Wzorowy Kierowca" I, II, III stopnia[1]
- minister obrony narodowej zarządzeniem nr 83 ustanowił tytuł wyróżniający oraz odznakę "Wzorowego Żołnierza"[a] I i II stopnia

31 października
- minister obrony narodowej zarządzeniem nr 86 utworzył specjalne studium zaoczne w Wyższej Szkole Marynarki Wojennej[2]

## Listopad
10 listopada
- minister obrony narodowej zarządzeniem nr 89 uregulował przebieg służby wojskowej podoficerów nadterminowych[2]

## Grudzień
3 grudnia
- minister obrony narodowej zarządzeniem nr 101 ustalił kwalifikacje wymagane do objęcia poszczególnych stanowisk oficerskich[2]

12 grudnia
- na posiedzeniu Rady Wojskowej Ministerstwa Obrony Narodowej omówiono problem dalszego rozwoju i doskonalenia kadry oraz zagadnienia dotyczące racjonalnej gospodarki materiałowej i finansowej w wojsku[2]

30 grudnia
- decyzja o redukcji WP o 47 000 żołnierzy[1]
- zarządzenie MON o zasadach przodownictwa i współzawodnictwa w jednostkach wojskowych[1]
- sformowano 6 Dywizję Powietrznodesantową w Krakowie